# Wilhelm Neuland
Wilhelm Neuland (* 14. Juli 1806 in Bonn; † 1889 ebenda) war ein deutscher Musiker.

## Leben
Wilhelm Neuland wurde als Sohn Johann Caspar Neulands, eines Schneiders und dessen Frau Maria Catharina geboren. Zwischen 1814 und 1820 besuchte er eine Privatschule in Bonn – damals war dies eine Besonderheit: Die Schulpflicht wurde erst später in Preußen eingeführt. Neben dem Schulbesuch erhielt er auch Zeichenunterricht. Seine erste musikalische Ausbildung erhielt er von 1820 bis 1824 bei J. G. Klebs in Harmonielehre und verschiedenen Instrumenten und bei C. D. Stegmann in Generalbass, Komposition und Klavier.
Im Jahr 1824 begann er als Oboist, Klarinettist und Cellist im Musikkorps der Infanterie seinen Militärdienst, den er jedoch schon 1826 wegen gesundheitlicher Probleme aufgab. Daraufhin ließ er sich vorübergehend als Musiklehrer in Bonn nieder.
Wenige Jahre später, 1828, erhielt er eine Anstellung als Musikdirektor der »Société philharmonique« in Calais. Zwischen 1830 und 1835 wirkte er zudem als Chorleiter sowie Gesangs-, Klavier- und Kompositionslehrer in London. Während dieser Zeit pendelte er in halbjährlichem Wechsel zwischen London und Calais.
Zahlreiche Briefe und Dokumente geben Auskunft über sein Wirken und Denken. Am 14. April 1832 schrieb er an H. C. Breitenstein, in London sei die Musik „gar nicht auf einem so hohen Grade“, Paris sei „der einzige Ort für einen Künstler“, doch seit der Revolution 1830 habe „die Kunst sehr gelitten“. Dennoch scheint sich Neuland in London sehr wohlgefühlt zu haben. Sein hohes Ansehen als Komponist ermöglichte die Veröffentlichung seiner Werke in namhaften Verlagshäusern wie Simrock in Bonn, Richault in Paris und Chappel in London. Außerdem unternahm er 1859 Reisen nach Wien, Dresden, Prag und Berlin.
Vor dem Hintergrund der politischen Lage während des Deutsch-Französischen Krieges und der Spannungen infolge der deutschen Reichsgründung 1871 siedelte Neuland wieder nach Bonn über, wo er als Chorleiter bis zu seinem Tod 1889 wirkte.

## Neuland und die Gitarre. Londoner Jahre 1830–1835
Neulands Wirken als Gitarrist ist von der allgemeinen Musikgeschichtsschreibung fast nicht zur Kenntnis genommen worden. Bones Behauptung, Neuland sei als Gitarrist aufgetreten, wird von Stuart W. Button belegt. Dieser weist zwei Konzerte in den Jahren 1835 und 1838 nach. London war in den 1830er Jahren Schauplatz einer engagierten Gitarrenszene, deren Initiator der aus dem Rheinland stammende deutsche Gitarrist Ferdinand Pelzer war. Dieser gab ab 1833 die erste ernsthafte Gitarrenzeitschrift unter dem Titel »The Giulianiad« heraus. Pelzers pädagogisches und organisatorisches Wirken und die Konzertkarriere seiner Tochter Catharina Josepha Pratten begründete eine spezifisch englische Tradition der Gitarre. London bot vielen führenden Gitarristen ein attraktives Umfeld. Leonhard Schulz, Felix Horetzky, Sokolowski, Luigi Sagrini (den Neuland am Klavier begleitete) und vor allem Giulio Regondi lebten in der Stadt. Nachdem Fernando Sor dort zwischen 1815 und 1823 gewirkt hatte, war die Gitarre als angesehenes Instrument im Londoner Musikleben etabliert.
Neuland vermerkte in dem erwähnten Brief von 1832 an H. K. Breitenstein: „ich arbeite meisten für … Guitarre“. Am
26. Februar 1865 schrieb er rückblickend über seine Kompositionen für Gitarre an Th. Block: „Diese Sachen habe ich vor etwa 30 Jahren während meiner Anwesenheit in London zum Vergnügen verschiedener Freunde komponiert.“ In einem weiteren Brief an Th. Block vom 19. März 1865 hieß es: „Ich habe für die Guitarre seit vielen Jahren nichts mehr geschrieben und zweifle daß ich für dieses Instrument noch etwas gescheites hervorbringen kann.“
Neulands Beschäftigung mit der Gitarre ist demnach auf die Londoner Jahre und darüber hinaus bis zum Ende der 1830er Jahre beschränkt. Dennoch bilden die Gitarrenwerke innerhalb seines Gesamtwerks eine bedeutende Werkgruppe. Neuland ist einer der ersten Komponisten, der, obwohl er selbst nicht in erster Linie Gitarrist war, Gitarrenmusik schrieb.

## Werk
Neulands Werk entspricht der Stilistik der deutschen Romantik. Neben Liedern und Kammermusik bilden seine Messen op. 30 und op. 40 Hauptwerke seines Schaffens. Ebenso ist seine Kompositionsweise von der Musikkultur des Rheinlands, wie sie durch Robert Schumann oder Ferdinand Hiller repräsentiert wird, und der kirchenmusikalischen Praxis der dortigen Musikzentren geprägt. Seine Messen wurden in den 60er Jahren im Kölner Dom und im Aachener Münster aufgeführt. In heutigen Konzertprogrammen taucht Neuland in den letzten Jahren vermehrt auf, insbesondere seine Lieder und ebenso die Gitarrenwerke erfahren eine Neuentdeckung.